# Климухин, Александр Георгиевич

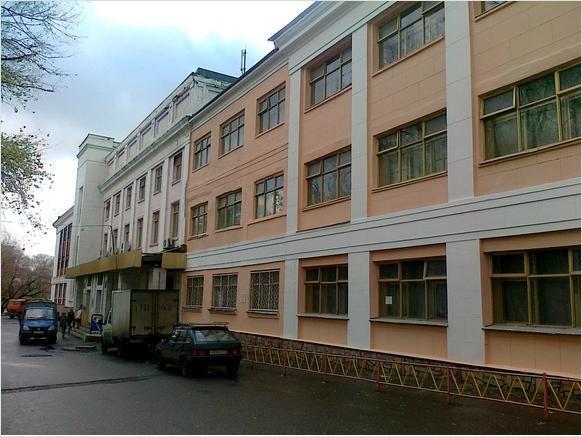
Клуб Тепловозного ремонтного завод в Уфе

Александр Георгиевич Климухин (27 мая [9 июня] 1902, Тамбов — 7 ноября 1986, Москва) — советский архитектор и педагог. Кандидат технических наук, профессор. Заведующий кафедрой начертательной геометрии Московского архитектурного института, автор учебников по этой дисциплине. Один из пионеров крупноблочного домостроения в СССР.

## Биография
Александр Климухин родился 27 мая (9 июня) 1902 года в Тамбове. В 1922 году окончил строительный техникум и поступил в Московский институт гражданских инженеров (МИГИ), затем перешёл в МВТУ. В 1930 году окончил Архитектурно-строительный институт (АСИ) по специальности инженер-архитектор.
В 1929 году вместе с А. К. Буровым занимался проектированием опытного завода удобрений в Москве. После окончания института работал помощником у архитекторов А. В. Щусева, А. К. Бурова, П. А. Голосова.
В начале 1930-х спроектировал и построил клуб Тепловозного ремонтного завода в Уфе (позднее перестроен архитектором В. М. Максимовым). Здание построено в духе конструктивизма и имеет статус объекта культурного наследия регионального значения.
В 1930-х годах А. Г. Климухин занимался проектированием клубов. Проект построенного им клуб на станции Абдулино Самарской железной дороги был признан успешным и в дальнейшем воспроизводился в других местах. А. Г. Климухин был одним из первых в стране авторов типовых проектов клубов.
В 1930-х годах А. Г. Климухин принимал участие в проектировании и строительстве Дворца культуры для работников завода НКПС (МПС) в Калуге. Климухин с соавторами предполагал построить комплекс из соединённых переходами зданий клуба, спортзала и зрительного зала. Зрительный зал в итоге не был построен. Схожий по стилю с клубом в Уфе, дворец также решён в духе конструктивизма. Однако здесь авторы добавили некоторые элементы декора. По сведениям 2024 года, здания сохранились, но были существенно перестроены.
А. Г. Климухин был одним из пионеров крупноблочного домостроения в СССР. В 1934—1935 годах совместно с инженером А. И. Кучеровым он построил в Москве шестиэтажный жилой для работников газеты «Гудок» (Ольховская улица, 21/25). Первый этаж дома рустован, между пятым и шестым устроен массивный карниз. При строительстве использовались отфактуренные цветные шлакобетонные блоки. Опыт возведения дома на Ольховской улице был использован в дальнейшем при строительстве крупноблочных зданий.
В 1931—1937 годах совместно с архитекторами Н. В. Гофманом-Пылаевым и А. З. Гринбергом построил комплекс зданий Окружной больницы в Новосибирске. Здания построены в стиле лаконичного конструктивизма.
В конце 1930-х годов по проекту архитектора А. Г. Климухина и инженера Г. Б. Карманова в Москве было построено крупноблочное пятиэтажное здание Таганской районной терапевтической больницы.
В 1937—1944 год А. Г. Климухин занимал сперва должность архитектора, а затем — начальника проектной мастерской Треста крупноблочного строительства. Всего по его проектам было построено около 30 зданий и сооружений. Он является соавтором Справочника проектировщика.
В 1933 году вступил в Союз архитекторов СССР. В 1949 году вступил в КПСС. В 1950 году окончил университет Марксизма-Ленинизма.
В 1934 году начал преподавательскую деятельность ассистентом на кафедре Московского архитектурного института (МАРХИ) «Основы архитектурной композиции — Введение в архитектуру». По сведениям 1936 года, работал на кафедре начертательной геометрии МАРХИ. С 1945 года преподавал на кафедре начертательной геометрии Московский инженерно-строительный институт (МИСИ), с 1946 по 1959 год заведовал этой кафедрой. Одновременно продолжал работать в МАРХИ на кафедре «Основы
архитектурной композиции — Введение в архитектуру». В 1959 году полностью посвятил себя работе в МАРХИ, где в 1961 году также возглавил кафедру начертательной геометрии. А. Г. Климухин заведовал кафедрой начертательной геометрии МАРХИ до 1981 года, затем до 1985 года числился профессором этой кафедры.
А. Г. Климухин написал ряд учебников, среди которых учебное пособие «Тени и перспектива» (1967), учебник «Начертательная геометрия» (1973), задачник к учебнику «Начертательная геометрия». Преподавая начертательную геометрию, он стремился адаптировать программу курса к курсу основ архитектурного проектирования. Кандидат технических наук с 1968 года, профессор с 1974 года.
Жил в Москве по адресу: улица Чайковского, 18. Умер 7 ноября 1986 года. Прах в колумбарии Востряковского (Центрального) кладбища Москвы.

## Награды
- Орден Трудового Красного Знамени (27.03.1944) — за образцовое выполнение заданий Правительства по строительству авиационных заводов[7]
- Орден Трудового Красного Знамени (26.11.1953) — за выслугу лет и безупречную работу[8]
- Орден Трудового Красного Знамени (21.09.1966) — за заслуги в подготовке специалистов, развитии отечественной архитектуры и в связи со 100-летием со дня основания Московского архитектурного института[9].